# گودسپرینگز (آلاباما)
گودسپرینگز (به انگلیسی: Goodsprings) یک منطقهٔ مسکونی در ایالات متحده آمریکا است که در شهرستان واکر، آلاباما واقع شده‌است. گودسپرینگز ۱۸۰٫۱۴ متر بالاتر از سطح دریا واقع شده‌است.